# ابو عبدالله محمد بن حمویه جوینی
ابو عبدالله محمد بن حمویه جوینی (۵۳۰–۴۴۹ هجری قمری) از صوفیان اهل خراسان بود. در قرن پنجم هجری و در زمان او حیات او تصوف در خراسان بزرگ گسترش و رونق بسیاری داشت. مانند برادران غزالی، ابوحامد غزالی و احمد غزالی از اصحاب ابوعلی فارمدی بود. وی مؤسس خاندان بزرگ حموی وجد بزرگ صوفی مشهور قرن هفتم سعدالدین حمویه (متوفی ۶۵۰ هجری قمری) بود. رساله‌ای کوتاه به نام مقامات الصوفیه از او در دست است که هنوز به چاپ نرسیده‌است
عین‌القضات همدانی (۵۲۵–۴۹۲ هجری قمری) شاگرد او بود. عین‌القضات همدانی معتقد بود که در زمان وی ۱۰ تن بوده‌اند که از دو نوع علوم ظاهری و علوم ذوقی و کشفی بهره برده‌اند. به قول او مصداق راسخان در علم شده بودند. قاضی همدانی از ابو عبدالله محمد بن حمویه جوینی، احمد غزالی و ابوحامد غزالی نام برده‌است و از ۷ تن دیگر نامی نبرده‌است.
عین‌القضات در یکی از نامه‌های خود نوشته‌است،

کسی که از سالکان بود و علم ظاهر نیز داند، کم باشد به‌غایت، و مگر کم از ده تن باشند و از این ده تن یکی را به یقین نمی‌دانم که هست یا نه. خواجه امام ابو حامد غزالی و برادرش احمد از این جمله بودند، و خواجه محمد حمویه از این جمله است، چه دانم که علم داند و از این بزرگان است در سلوک.